# 1891 (numero)
Milleottocentonovantuno (1891) è il numero naturale dopo il 1890 e prima del 1892.

## Proprietà matematiche
- È un numero dispari.
- È un numero composto da 4 divisori: 1, 31, 61, 1891. Poiché la somma dei suoi divisori (escluso il numero stesso) è 93 < 1891, è un numero difettivo.
- È un numero semiprimo.
- È un numero omirpimes in quanto anche qualora scritto al contrario, ovvero 1981 = 7 × 283 è semiprimo.
- È un numero nontotiente in quanto dispari e diverso da 1.
- È un numero triangolare e un numero triangolare centrato.
- È un numero pentagonale centrato.
- È un numero esagonale.
- È un numero ennagonale centrato.
- È un numero odioso.
- È un numero intero privo di quadrati.
- È parte delle terne pitagoriche (341, 1860, 1891), (1380, 1891, 2341), (1891, 29280, 29341), (1891, 57660, 57691), (1891, 1787940, 1787941).

## Astronomia
- 1891 Gondola è un asteroide della fascia principale del sistema solare.

## Astronautica
- Cosmos 1891 è un satellite artificiale russo.